# فرودگاه آلبرت‌ویل
فرودگاه آلبرت‌ویل (به انگلیسی: Albertville Aerodrome) (به زبان بومی: Aérodrome d'Albertville) یک فرودگاه همگانی با کد یاتا XAV است که یک باند فرود سنگفرش دارد و طول باند آن ۸۰۰ متر است. این فرودگاه در شهر آلبرت‌ویل کشور فرانسه قرار دارد و در ارتفاع ۳۱۵ متری از سطح دریا واقع شده‌است.